# 下野地区
下野地区（しものちく）は、三重県四日市市の地区の一つ。1954年に四日市市に編入された三重郡下野村の村域にあたり、四日市市役所下野地区市民センターの管轄区域である。

## 概要
- 山城駅付近に「あさけが丘団地」と「八千代台」が造成された。朝明川沿いの農業地区で大正時代に始まった特産物として有名な梨の生産が盛んである。[注釈 1]

条里制の奈良時代の遺跡があり、大鐘町の南に「五の坪」という地名が残っている。平安時代に下野荘と東大鐘村と八郷地区の萱生村・平津村・中村村を合わせて大金郷と呼ばれていて、金の生産が盛んだった。
1889年（明治22年）に、山城村、中里村（現在の朝明町）、北山村、西大鐘村、東大鐘村（現在は大鐘町）、札場新田（現在の札場町）が合併して下野村となった。

### 地名の由来
- 朝明郡に存在した中世期の霜野郷が地名の由来である。1889年（明治22年）にが旧6村が合併した際に、大地主であった下田家と野呂家から一字をとり下野村となった説がある。

## 地理

### 面積
- 面積は7.57 km2

### 地形

#### 河川
主な川
- 朝明川

## 歴史

### 沿革
- 朝明郡下野村が1889年（明治22年）に成立
- 三重郡下野村が1896年（明治29年）に成立
- 1954年（昭和29年）の昭和の大合併で四日市市に編入された。